# Ле Биан, Крис
Крис ле Биан (фр. Chris le Bihan, 27 мая 1977, Гранд-Прери, Альберта) — канадский бобслеист, выступающий за сборную Канады с 2004 года. Бронзовый призёр Ванкувера.

## Биография
Крис ле Биан родился 27 мая 1977 года в городе Гранд-Прери, провинция Альберта. Профессионально заниматься бобслеем начал в 2004 году и тогда же, показав неплохие результаты, был приглашён в главную национальную сборную в качестве разгоняющего.
В 2010 году, благодаря череде успешных выступлений, защищал честь страны на Олимпийских играх в Ванкувере, где, соревнуясь в составе четырёхместного экипажа пилота Линдона Раша, завоевал бронзовую медаль.
Лучший результат на чемпионатах мира показал в 2009 году в Лейк-Плэсиде, когда в составе смешанной команды финишировал четвёртым. Имеет в послужном списке одну победу на этапе Кубка мира, состоявшегося в Парк-Сити 14 ноября 2009 года. Ныне живёт и тренируется в Калгари.